# Paris (Arkansas)
Pour les articles homonymes, voir Paris (homonymie).
Paris est une ville de l'État américain de l'Arkansas, dans le comté de Logan, dont elle est le siège. 

## Population
Elle comptait 3 176 habitants en 2020 dans une superficie de 12,4 km2.

## Histoire
La ville a adopté le nom de Paris, en référence à la capitale française, en 1874.

## Démographie
| 1890 | 1900 | 1910  | 1920  | 1930  | 1940  |
| ---- | ---- | ----- | ----- | ----- | ----- |
| 547  | 836  | 1 497 | 1 740 | 3 234 | 3 430 |

| 1950  | 1960  | 1970  | 1980  | 1990  | 2000  |
| ----- | ----- | ----- | ----- | ----- | ----- |
| 3 731 | 3 007 | 3 646 | 3 991 | 3 674 | 3 707 |

| 2010  | - | - | - | - | - |
| ----- | - | - | - | - | - |
| 3 532 | - | - | - | - | - |